# Alfred Zmitrowicz
Alfred Paweł Zmitrowicz (ur. 25 stycznia 1950 w Braniewie) – doktor habilitowany nauk technicznych, inżynier, profesor instytutu w Polskiej Akademii Nauk.

## Życiorys
Urodził się w Braniewie w rodzinie Mariana i Haliny z domu Bogusław. Ojciec, Marian Zmitrowicz, urodził się w 1916 roku w powiecie wileńsko-trockim na Wileńszczyźnie. Ukończył szkołę podstawową w Bystrzycy Nadwilejskiej oraz korespondencyjnie Liceum Rolnicze. W 1938 został wcielony do dywizji piechoty w Wilnie i służył w kompanii łączności jako radiotelegrafista. W 1939 został przeniesiony do pułku KOP „Głębokie”. Uczestniczył w kampanii wrześniowej jako kapral w plutonie łączności w III pułku piechoty KOP płka Zdzisława Zajączkowskiego. Po kapitulacji pułku w dniu 23 września znalazł się w niewoli sowieckiej. Uciekł z transportu jeńców wojennych w Równem. Następnie, w czasie okupacji, pracował w przedsiębiorstwie drzewnym. W maju 1946 wraz z rodzicami i rodzeństwem przybył z Wileńszczyzny na Warmię. Rozpoczął pracę w Urzędzie Gminy w Płoskini. W 1949 zawarł tamże związek małżeński z Haliną Bogusław (ur. 1926 na Wileńszczyźnie w rodzinie żołnierza Legionów Polskich Piotra Bogusława; rodzina po przesiedleniu w 1946 transportem do Braniewa zamieszkała również w Płoskini). Ich małżeństwo doczekało się trójki dzieci. W 1951 rodzina przeniosła się do Fromborka, gdzie Marian Zmitrowicz pracował m.in. jako księgowy w Spółdzielni Rybołówstwa Morskiego, w Domu Wycieczkowym PTTK i w Muzeum Mikołaja Kopernika. Marian zmarł w roku 2010 w Braniewie, żona Halina w 2014 roku. Obydwoje pochowani zostali na cmentarzu komunalnym we Fromborku.
Alfred Zmitrowicz w latach 1957–1964 uczęszczał do Szkoły Podstawowej we Fromborku, a następnie, w latach 1964–1968, do Liceum Ogólnokształcącego im. Feliksa Nowowiejskiego w Braniewie. Po ukończeniu liceum i zdaniu matury w tym samym roku rozpoczął studia na Politechnice Gdańskiej. W 1973 uzyskał na tej uczelni tytuł magistra inżyniera budownictwa. Od grudnia 1973 roku pracuje w Instytucie Maszyn Przepływowych w Gdańsku, rozpoczynając od stanowiska asystenta aż do profesora instytutu. W 1980 uzyskał w Instytucie Maszyn Przepływowych stopień doktora, a stopień doktora habilitowanego 11 stycznia 1994. Posiada międzynarodowe doświadczenie badawcze. W latach 1984–1986, 1991 oraz 2001 był stypendystą Fundacji Alexandra Humboldta na Uniwersytecie w Stuttgarcie i Technische Universität Darmstadt w zespołach prof. Hansa Buflera i prof. K. Huttera.
Tematyka jego zainteresowań badawczych to modelowanie tarcia i zużycia materiałów, dynamika konstrukcji, mechanika ośrodków ciągłych i termodynamika. Sformułował modele tarcia i zużycia z efektami anizotropii i niejednorodności w materiałach o złożonej mikrostrukturze i/lub zmieniających się właściwościach. Opracował modele i metody symulacyjne zużycia ściernego materiałów. Przeprowadził symulacje tłumienia drgań zespołów łopatek turbin z tarciem na powierzchniach kontaktu tzw. bandaża łopatek.
Aktywnie działa jako recenzent w czasopismach naukowych, organizator sesji konferencyjnych (minisympozja mechaniki kontaktu) oraz przewodniczący sesji konferencyjnych. Był koordynatorem Bałtyckiego Festiwalu Nauki w Gdańsku (2008–2015), corocznej imprezy mającej na celu promocję osiągnięć naukowych.
Alfred Zmitrowicz jest członkiem następujących stowarzyszeń: Societas Humboldtiana Polonorum (od 1989), członek Głównej Komisji Rewizyjnej (2016–obecnie), Rady Wykonawczej (2007–2013); sekcji Mechaniki Materiałów Komitetu Mechaniki PAN (od 1994); Polskiego Towarzystwo Mechaniki Teoretycznej i Stosowanej (od 1978).
Alfred Zmitrowicz został odznaczony Nagrodą Sekretarza Naukowego Polskiej Akademii Nauk (1982), Złotym Krzyżem Zasługi od prezydenta RP (1991), Medalem „Sint sua praemia laudi” od Wojewody Pomorskiego (2006), Laurem Societas Humboldtiana Polonorum (2013), Złotym Medalem za Długoletnią Służbę od prezydenta RP (2016).